# Sesfontein
Sesfontein (« six fontaines ») est une localité du nord-ouest de la Namibie située dans la région du Kunene et le district du même nom (Sesfontein Constituency).

## Climat

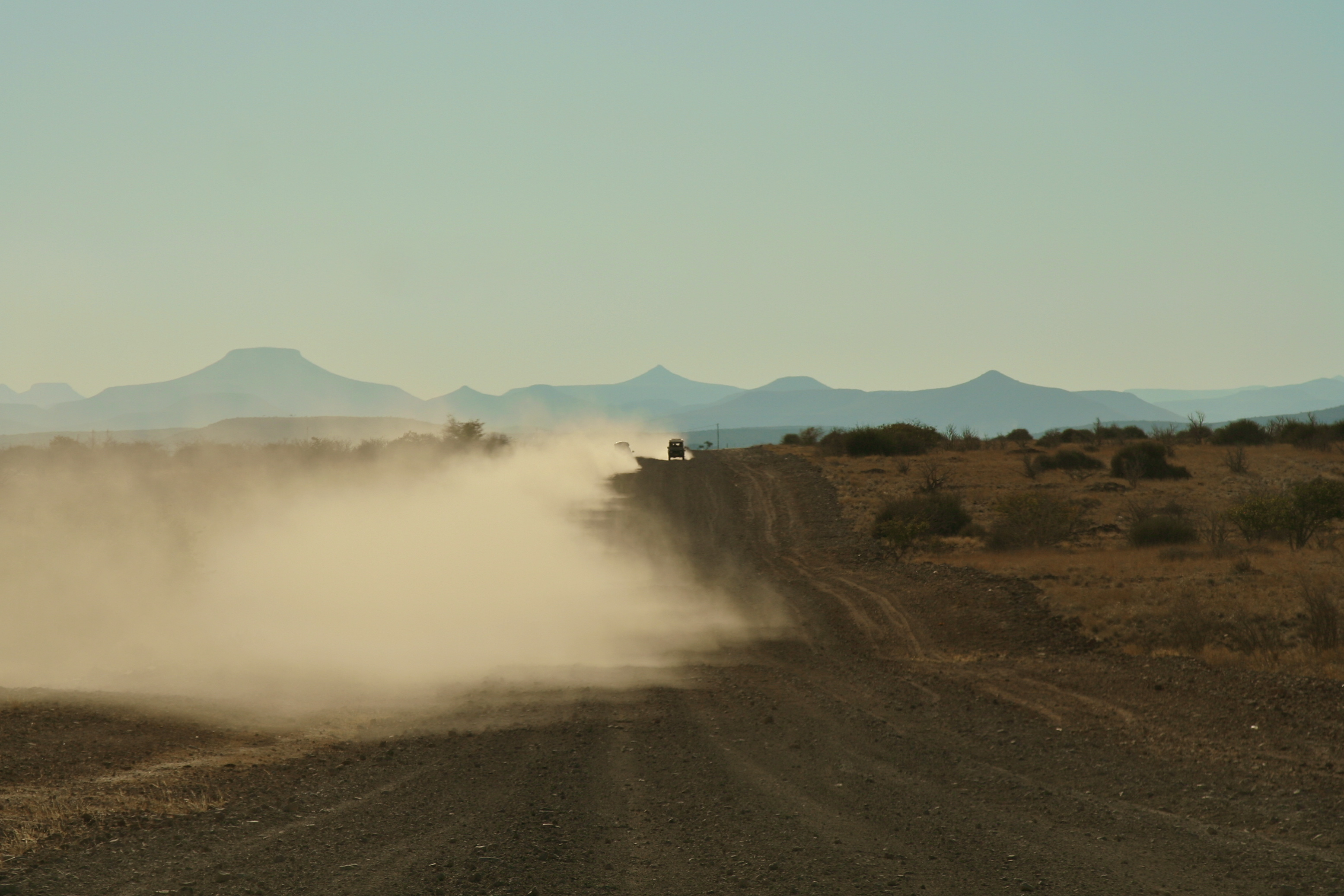
Paysage aride près de Sesfontein

Le climat est de type désertique. Il n'y pleut pratiquement pas tout au long de l'année.

## Population
Lors du recensement de 2001, le district de Sesfontein comptait 7 605 habitants, puis, lors du recensement suivant (2011), ce chiffre est passé à 8 434. La population est principalement héréro.

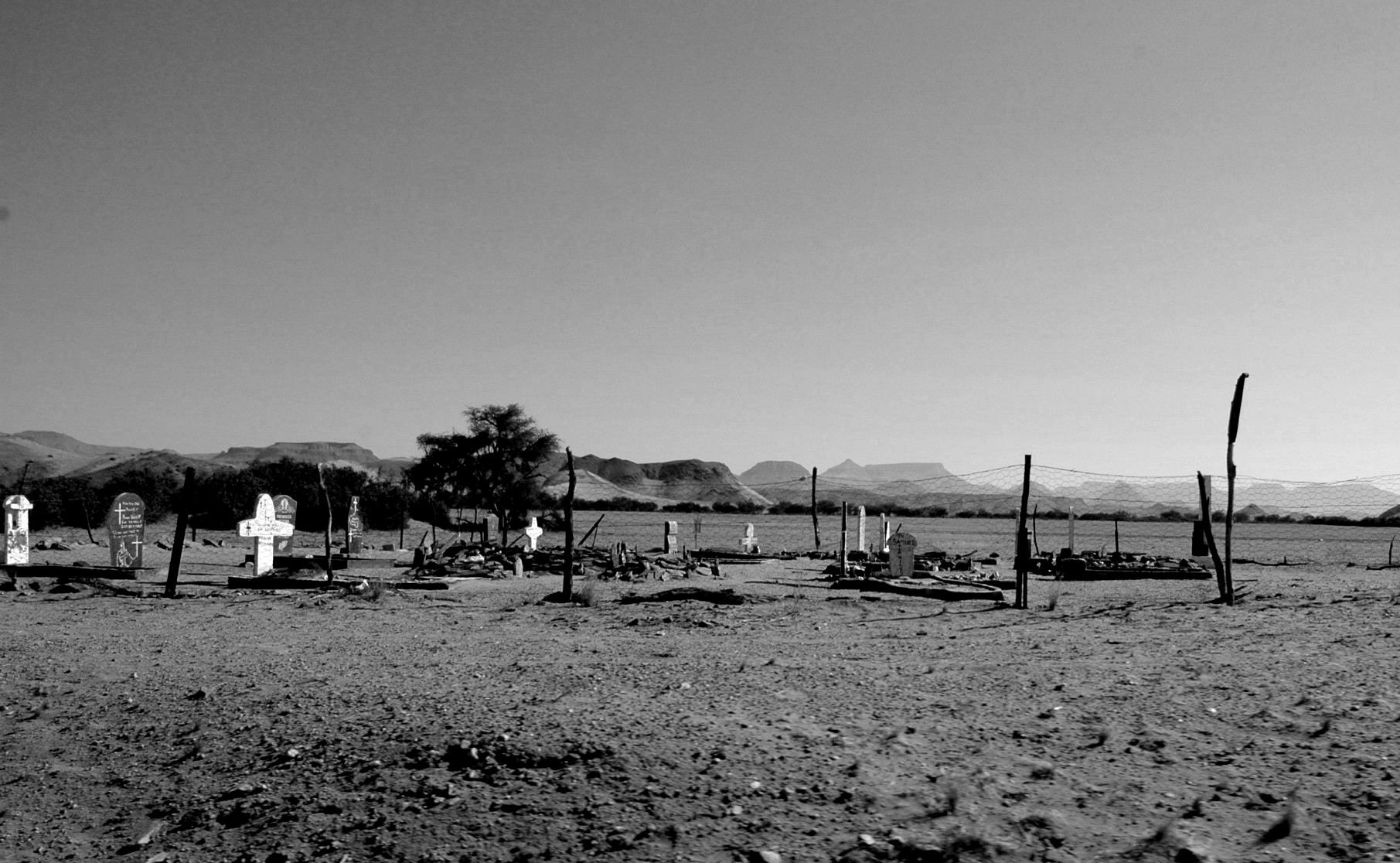
Le cimetière

## Histoire
C'est un ancien poste militaire allemand, dont le fort, construit en 1896, a été transformé en hôtel. La localité abrite un cimetière militaire.

## Tourisme
Sesfontein est un point d'entrée vers le Damaraland et le Kaokoland.